# Хусаїнова Таджихон
Таджихон Хусаїнова (1920, кишлак Султанабад, тепер Самаркандської області, Узбекистан — ?) — радянська узбецька діячка, ланкова колгоспу імені Леніна Пахтакорського району Самаркандської області Узбецької РСР. Депутат Верховної ради СРСР 2-го скликання.

## Життєпис
Народилася в селянській родині. Навчалася в сільській школі.
З 1933 року — колгоспниця, з 1939 року — ланкова колгоспу імені Леніна Пахтакорського району Самаркандської області Узбецької РСР.
З 1940 по 1941 рік навчалася в Самаркандському сільськогосподарському технікумі, з початком німецько-радянської війни повернулася працювати ланковою колгоспу імені Леніна Пахтакорського району. Збирала високі врожаї бавовни. Член ВКП(б).
Подальша доля невідома.

## Нагороди
- орден Леніна
- орден Трудового Червоного Прапора (21.01.1939)
- Велика золота медаль Всесоюзної сільськогосподарської виставки (1940)
- медалі